# دماغه لوپز

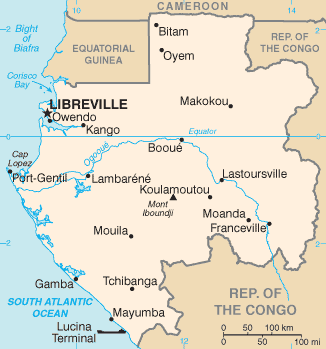
نقشه گابن، با کیپ لوپز در سمت چپ.

دماغه لوپز (انگلیسی: Cape Lopez) سردری است در ساحل گابن، غرب آفریقای مرکزی. غربی‌ترین نقطه گابن، خلیج گینه را از اقیانوس اطلس جنوبی جدا می‌کند.